# 会元乡
会元乡，是中华人民共和国辽宁省抚顺市顺城区下辖的一个乡镇级行政单位。

## 行政区划
会元乡下辖以下地区：
马金村、兴安村、会元村、金花村、马前村、黄金村、康乐村、砖台村和三道村。